# ماو تسي تونغ 1949 (فلم)
ماو تسي تونغ 1949 (بالصينية: 决胜时刻) هو فيلم تاريخي صيني صدر عام 2019 من إخراج هوانغ جيانكسين. الفيلم من بطولة تانغ جوكيانغ في دور ماو تسي تونغ، إلى جانب ليو جينغ، هوانغ جينغ يو ووانغ ليكون. ينقل الفيلم تاريخ قادة اللجنة المركزية للحزب الشيوعي الصيني، وهم يستعدون لتأسيس جمهورية الصين الشعبية في فيلا في تلال فراجرانت هيلز في بكين عام 1949. صدر الفيلم في الصين بتاريخ 20 سبتمبر 2019.

## الإنتاج
تم تصوير الفيلم وفقًا لجدول زمني ضيق مدته 67 يومًا.

## الإطلاق
كان من المقرر إطلاق ماو تسي تونغ 1949 في 12 سبتمبر 2019 في الصين ولكن تم تأجيله إلى 20 سبتمبر 2019. عُرض الفيلم لأول مرة في مهرجان شنغهاي السينمائي الدولي في 19 يونيو 2019، وافتتح في الصين في 20 سبتمبر 2019.

## الإستقبال
أعطى موقع دوبان، وهو موقع تصنيف إعلامي صيني رئيسي، الفيلم 6.9 من 10.

## شباك التذاكر
حقق الفيلم أكثر من 4 ملايين يوان (565531 دولار أمريكي) في شباك التذاكر الصيني في عطلة نهاية الأسبوع الافتتاحية، وفقا للإحصاءات الصادرة عن قاعدة بيانات الأفلام الصينية ومنصة التذاكر مويان.

## وصلات خارجية
- مقالات تستعمل روابط فنية بلا صلة مع ويكي بيانات